# Autochrom

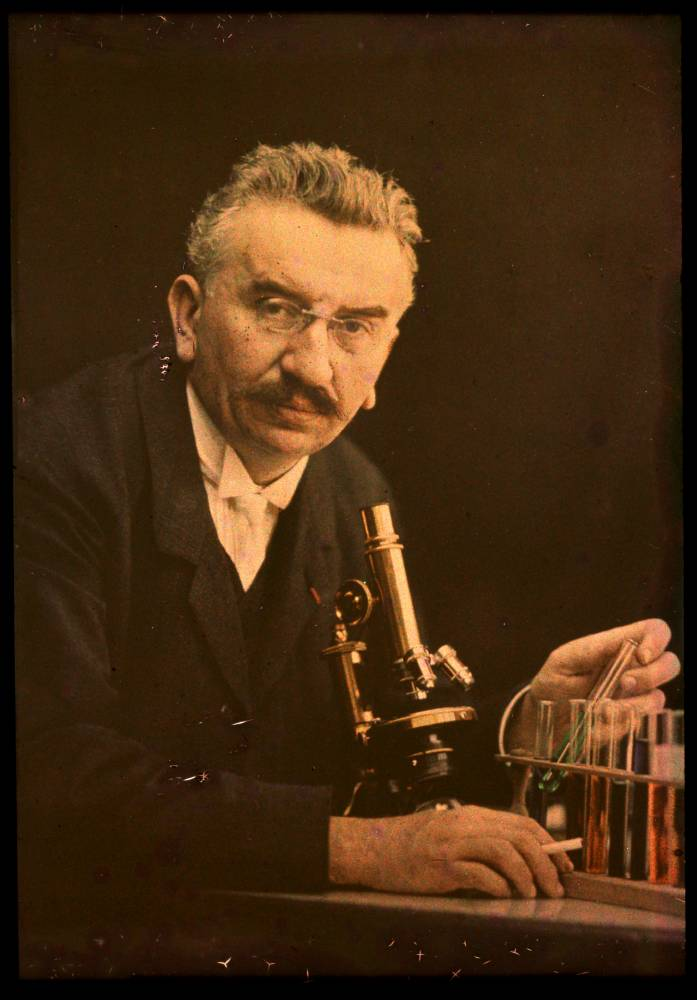
Na autochromové fotografii je Louis Lumiére s mikroskopem, ve kterém testuje zkumavky s barevným roztokem

Autochrom (autochromatický proces, Autochrome Lumière), v překladu automaticky barevný, je raný proces barevné fotografie patentovaný roku 1903 bratry Lumièrovými a komerčně vyráběný v letech 1907 až 1935. V této době byl nejrozšířenějším procesem barevné fotografie.

## Popis
Autochrom je, podobně jako dnešní diapozitiv, barevná průsvitka. Skleněná deska je pokrytá barevnou mozaikou mikroskopických zrnek bramborového škrobu obarvených na oranžovou, zelenou a modrou barvu překrytých černobílou panchromatickou emulzí. Při expozici potom světlo proniká různobarevnými zrnky a po vyvolání do pozitivu tak vznikne barevný obraz. Černobílý obraz na emulzi totiž pozorujeme přes stejné barevné filtry, jako když byla exponována.
Původní autochromy se vyráběly potažením skleněné desky (většinou 13 × 18 cm) včelím voskem, do kterého se nalepila na jemno prosátá a obarvená zrníčka škrobu. U pozdějších desek byla navíc zrníčka zploštěna pomocí přístroje, který jehlou kroužil po desce a vytvořil tlak několika tun na centimetr čtvereční. Zabránilo se tím rozkladu světla plastickými zrníčky a zvýšil jas výsledného obrazu. Na tuto vrstvu byly strojem naneseny saze ucpávající mezery mezi zrníčky, které byly zakryty další vrstvou včelího vosku (šelaku), který chránil barevnou mozaiku. Po zaschnutí laku byla nanesena emulze.
Původní patent však popisuje proces trochu jinak: zrníčka jsou popisována jako červená, modrá a žlutá a místo sazí se zmiňují dvě vrstvy barevných zrníček, takže zrníčka vytvoří také oranžové, fialové a zelené filtry.
Ve 30. letech 20. století se autochrom vyráběl také na filmové podložce.
Autochromy překvapí krásným (i když ne úplně reálným) barevným pojetím a velkou stálostí. Mezi jeho hlavní nevýhody však patřila nízká citlivost, velké výrobní náklady, nereálné podání modré barvy a nemožnost kopírovat vzniklý obraz (každý autochrom je originálem). Později byl proto autochrom nahrazen jinými procesy moderní barevné fotografie (Kodachrome, Agfacolor Neue a Kodacolor).

## Autochrom v Čechách
Průkopníkem používání této techniky v Čechách byl Vladimír Jindřich Bufka, který se autochromem seznámil přímo v Lyonu u bratrů Lumièrů. Pomocí této techniky fotografoval barevně v galeriích Paříže, Moskvy a Petrohradu díla slavných mistrů. V Praze o autochromu pořádal přednášky a napsal knihu O fotografování v barvách pomocí desky autochromové, která vyšla v roce 1910.
Jediný český fotograf, který se plně soustředil na barevnou fotografii na autochromu, byl Karel Šmirous. Z jeho činnosti se dochovalo několik set autochromů.